# آرایه (موسیقی)
به رِنگ‌های ثانوی و نُت‌های تزئینی در موسیقی، آرایه یا نت زینت می‌گویند.
یکی از اصطلاحات مربوط به آرایه‌ها، پیش‌آی (آپوجیاتورا) است. پیش‌آ یک نت زینت است که در جای نغمهٔ اصلی، در آغاز ضرب ظاهر و سپس جذب آن می‌شود.

## پیش‌آ
پیش‌آ، نغمهٔ ناملایم از یک آکورد است که در ضرب قوی ظاهر می‌شود و به‌صورت بالارونده یا پایین‌رونده بر روی نغمهٔ ملایمِ ضربِ نسبتاً ضعیف‌تر همان آکورد حل می‌شود.
این اصطلاح موسیقی با نام‌های «آپوجاتورا» (به ایتالیایی: appoggiatura) نیز شناخته می‌شود و نت کوچکی است که به فاصله متصل قبل از نت اصلی قرار گرفته و به وسیله خط اتصال کوچکی به آن متصل می‌شود؛ که اگر بالاتر از نت اصلی باشد پیشای فوقانی و چنانچه پایین‌تر از آن باشد پیش‌آی تحتانی نام دارد. این نت نصف ارزش نت اصلی را در ضرب‌های ساده و دو سوم ارزش نت اصلی را در ضرب‌های ترکیبی دارد. در مثال زیر یک پیشای فوقانی نشان داده شده‌است:
نحوه اجرای مثال فوق به شکل زیر است:
توجه شود که در بیشتر موارد «پیش‌آ» بالاتر از نت اصلی قرار می‌گیرد (پیشای فوقانی) که در این صورت «پیشا» به صورت دیاتونیک (به شکل ساده) به کار می‌رود. در صورتی که اگر «پیشا» پایین‌تر از نت اصلی قرار گیرد (پیشآی تحتانی) می‌تواند به صورت کروماتیک یا دیاتونیک بالا برود یعنی «پیشای تحتانی» می‌تواند به صورت ساده یا دیز یا حتی دابل دیز به کار رود. در بسیاری از موارد «پیشآی تحتانی» با نت اصلی نیم پرده فاصله دارد.
دو پیش‌آ که یکی از آن‌ها بالاتر و دیگری پایین‌تر، با فاصلهٔ پیوسته از نت اصلی، قرار می‌گیرند را پیش‌آی مضاعف می‌گویند.